# 古積健三郎
古積 健三郎（こづみ けんざぶろう、1965年11月10日 - ）は、日本の法学者。専門は民法、特に物権法・債権総論。中央大学法学部教授。

## 略歴
- 1988年 京都大学法学部卒業
- 1990年 京都大学大学院法学研究科民刑事法専攻修士課程修了
- 1993年 京都大学大学院法学研究科民刑事法専攻博士後期課程中退
- 1993年 滋賀大学経済学部助手
- 1994年 滋賀大学経済学部専任講師
- 1996年 筑波大学社会科学系助教授
- 2002年 中央大学法学部助教授
- 2004年 中央大学法学部教授・中央大学大学院法務研究科教授

## 取得学位
- 法学修士（京都大学）「集合動産譲渡担保の理論的考察」

## 主著
- 『民法3担保物権[第2版]』（有斐閣、2005年、初版・2001年） - 平野裕之、田高寛貴との共著。ISBN 4-641-12272-5
- 『物権法』（弘文堂、2005年） - 松尾弘との共著。ISBN 4-335-30312-2
- 『担保物権法』（弘文堂、2020年)-単著。上記物権法の担保物権部分を改訂したもの。ISBN 4-335-35865-2